# Leopold Kohr
Leopold Kohr (5 d'octubre de 1909, a Oberndorf bei Salzburg, Àustria - 26 de febrer de 1994, a Gloucester, Anglaterra) va ser un economista, jurista i politòleg conegut tant per la seva oposició al "culte a la grandesa" en l'organització social com per ser un dels els que van inspirar el moviment Small Is Beautiful. Va treballar com a professor d'Economia i Administració Pública a la Universitat de Puerto Rico durant uns vint anys. Es va descriure a si mateix com un " anarquista filosòfic. La seva obra més influent va ser The Breakdown of Nations. El 1983, va rebre el premi Right Livelihood Award per "la seva primera inspiració del moviment a escala humana".

## Publicacions
- Small Is Beautiful: Selected Writings from the complete works. Posthumous collection, Vienna, 1995.
- The Academic Inn, Y Lolfa, 1993.
- "Disunion Now: A Plea for a Society Based upon Small Autonomous Units (1941)". Telos 91 (Spring 1992). New York: Telos Press.
- The Inner City: From Mud To Marble, Y Lolfa, 1989.
- Development Without Aid: The Translucent Society, Schocken Books, 1979.
- The Overdeveloped Nations: The Diseconomies Of Scale, Schocken, 1978.
- The City Of Man: The Duke Of Buen Consejo, Univ Puerto Rico, 1976.
- Is Wales Viable? C. Davies, 1971.
- The Breakdown of Nations, Routledge & K. Paul, 1957 (1986 Routledge version at books.google.com); Chelsea Green Publishing Company edition, 2001.
- "Disunion Now: A Plea for a Society based upon Small Autonomous Units", originally published in The Commonweal (26 setembre 1941) under the pseudonym Hans Kohr.